# Хатиев, Саид Саргисович
Саид Саргисович Хатиев (род. 16 мая 1996; Армения, Ереван) — курдский и российский боец смешанных единоборств. Мастер спорта России по СБЕ ММА. Многократный победитель Всероссийских мастерских турниров по ММА. Бронзовый призёр чемпионата России по панкратиону. Принимал участие в турнирах таких промоушенов как NFC, PRO FC, Red Citi Fight, Genesis Pro, Naberezhnye Chelny MMA Federation, Fight Night. На данный момент выступает в MMA Series.

## Биография
Саид родился 16 мая 1996 в Республике Армения, город Ереван. По национальности Курд. Вырос и живёт по сей день в городе Нижний Новгород.
С юношеского возраста увлекался спортом, занимался разными спортивными дисциплинами такими как боевое самбо , тайский бокс , бокс, к 18 годам уже полностью перешёл на смешанные боевые искусства и начала строить свою любительскую и профессиональную карьеру именно в этом направлении.
Отучился 9 классов в № 75 школе. Далее поступил в Юридический колледж и закончил его по своей специальности.
Его дед Джангир-ага национальный герой курдов-езидов.

## Личная жизнь
Не женат, детей нет.

## Спортивные достижения
- Мастер спорта России по СБЕ ММА
- Бронзовый призёр чемпионата России по панкратиону